# Apax Partners
Apax Partners es una entidad financiera de capital riesgo fundada en 1972 con base en el Reino Unido que opera en Hong Kong, China, India, Estados Unidos, Europa (entre los que destaca Reino Unido) e Israel.
Tiene oficinas en Nueva York, Hong Kong, Mumbai, Tel Aviv, Múnich y Shanghái.
Apax Partners opera en todo el mundo. Obtiene beneficios con la revalorización de las acciones de las compañías con las que mercadea. En España, Apax Partners era propietaria de Panrico.
Adquirió todas las acciones de Panrico a la familia Costafreda, La Caixa y Banco Sabadell por unos 900 millones de euros, un precio considerado muy alto por algunos expertos.

## Inversiones en España
Entre sus recientes inversiones en España participó como socio fundador de la aerolínea Vueling, posición que abandonó el verano de 2007, en 2008, con el objetivo de crecer en España, Se compra Artiach a Kraft. inversión de 58 millones de euros financiada al 100% con crédito bancario, en julio de 2015 adquirió el 100% del portal inmobiliario idealista.